# 文化語
文化語（朝鲜语：／），是朝鮮民主主義人民共和國（以下簡稱為「朝鮮」）所使用的標準朝鲜语。1992年出版的《朝鮮話大辭典》（조선말대사전／）對「文化語」的定義為：在工人階級執政黨的領導下，經過革命洗禮符合工人階級志趣及生活情感，以革命首都為中心、以首都話為標準形成並規範過了的優美的語言。同時，1998年出版的《朝鮮語規範集》（조선말규범집／）中的《文化語發音法》（문화어발음법／法）總則亦規定：以革命首都平壤為中心，以平壤話為基礎所形成的文化語發音是朝鮮語發音法的根據所在。但是，綜觀朝鮮文化語的制定過程，文化語並不是以平壤話為基礎，而是以朝鮮語中部方言（以首爾話為代表）為基礎。2023年1月19日，朝鲜民主主义人民共和国第十四届最高人民会议第八次会议通过《朝鲜民主主义人民共和国平壤文化语保护法》。

## 制定背景
朝鮮半島光復之前，當時的民間學術團體朝鮮語學會（朝鲜语：／）制定了《朝鮮語綴字法統一案》（／）以及《審定的朝鮮語標準語集》（／）。1945年朝鮮半島解放以後，三八線以北繼續以這兩份文件中的標準來規範韓語。由於朝鮮語學會將「中流社會所使用的首尔話」定為韓語的標準語，當時韓國的標準語亦以此為根據，定首尔話為標準語。1949年朝鮮語學會改稱「韓文學會」（韩语：／）。
1954年，朝鮮政府制定了《朝鮮語新綴字法》（朝鲜语：／），代替了原先的《朝鮮語綴字法統一案》。該法延續「標準語」的概念，在第六章的題目中依然使用「標準語」這個詞，第六章的題目為「標準發音法以及與標準語相關的綴字法（／）」。另一方面，為了符合當時朝鮮半島北半部的語言使用實情，該法亦在詞彙等方面對標準語做了修訂，例如「달걀」（雞蛋）改作「닭알」、「도둑」（盜賊）改作「도적」。
朝鮮進入20世紀60年代後，伴隨著主體思想的興起，在語言政策領域也開始提倡朝鮮的「獨創性」。在這種背景之下，金日成在1966年5月4日發表了他的政治指示《關於正確地發展朝鮮語的民族特性（／）》。雖然這份指示是要求將不必要的外來詞彙以及艱深的漢字詞換成固有詞，以促進朝鮮語的純化為目標，但是也提到了標準語：
|  | 「標準語」這個詞也要換成其他的詞。因為「標準語」會讓人誤以為是以漢城話為基礎，因此沒有使用的必要。我們在建設社會主義，我們的語言是在革命首都平壤話的基礎上發展而來的，比起「標準語」這個詞，我們要用其他的稱呼比較好。 「文化語」這個詞雖然不好，但是改用這個詞還是不錯的。 |

同時，為了區別以「首尔話」為基礎的標準語，朝鲜就形成了「文化語」這個概念。

## 特徵
儘管文化語宣稱以平壤話為基礎，但它其實是在朝鮮語學會所制定的「標準語」的基礎上，加入了些許平壤方言的要素，經過修正形成的，因為在它的語言特徵中很難找出它是在平壤話的基礎上形成的。

### 音韻
包括平壤在內的古平安道所使用的朝鮮語西北方言有一個區別於漢城話的音韻特徵，即「/t/不顎化」。近代朝鮮語 /t/ 在 /i/ 或半元音 /j/ 前會顎化為 /tɕ/。譬如中古韓語的「둏다 /tyot ta/」在首尔話中 /t/ 顎化，變做「좋다 /tɕot ta/(joda)」，而平壤話中作「돟다 (doda)」。平壤話中，固有詞詞頭的 /n/ 後是 /i/ 或半元音 /j/ 的時候，/n/ 不脫落。譬如首尔話的「이 /i/」（牙）在平壤話中讀「니 /ni/」。但是這些音韻特徵在文化語的音韻中完全沒有反映出來。
字母「ㅓ」在北韓通常讀作圓唇的 /ɔ/，而不同於南韓讀作不圓唇的 /ʌ/。一些南韓學者認為這是因為文化語的音韻是基於平壤話制定的，也有學者認為文化語的的音位與南韓標準語完全一致，尤其是維持了10個單元音，如同舊首爾話的發音。
另外，1954年的《朝鮮語綴字法》中規定保留等詞頭 /r/ 的發音。

### 文法
從文法方面來看，平壤方言的特徵幾乎不出現在文化語中。平壤話的主格詞尾是「이(i)」，它可以添加在以開音節的詞彙後面，譬如「바다-이(bada-i，海)」，而在標準語中，添加在「바다（海）」這個詞後面的主格詞尾只能是「가」，「바다-가(bada-ga)」。平壤話的疑問詞尾是「-ᆫ」，譬如「見過嗎」是「봔（bwan）」，而在文化語中則是「봤니（bwanni）」。平壤話的這些文法現象並沒有被文化語所採用。

### 詞彙
北韓文化語跟南韓標準語之間在詞彙上存在許多差異，造成差異的主要因素有兩方面：
一是社會制度的不同造成了社會生活用語的差別（朝鮮文化語 － 南韓標準語）
- － （朋友，前者由於含義接近「同志」而在南韓較少使用）
- － （小學）

二是因為語言純化政策產生了詞彙上的差異（朝鮮文化語 － 韩国標準語）
- （「大」+「水」） － （朝鲜將「洪水」替換成固有詞，而韓國則依然使用此漢字詞。）
- － （文化語將改成了固有詞。）[來源請求]

此外，文化語也引入了一些朝鮮半島北部獨有的方言詞彙。（朝鲜文化語 － 韓國標準語）
- （平安道方言） － （鵝）
- （咸鏡北道方言） － （破壞）

语句示例（朝鮮文化語 － 南韓標準語）
- — （我们是工人阶级。）
- — （李同志的理论不太好理解。）
- —（這位女性朋友是宁边郡本地人，对利原郡不太了解。）

### 书写
在朝鮮民主主義人民共和國，书写最高领导人（金日成、金正日、金正恩）的姓名时要使用粗體大字以示尊敬。韩国及海外朝鮮民族的書寫不循此規。
- （敬爱的 金正恩同志）

## 参看
- 朝鲜语
- 標準語